# Вжесіни (Лодзинське воєводство)
Вжесіни (пол. Wrzesiny) — село в Польщі, у гміні Сендзейовиці Ласького повіту Лодзинського воєводства.
Населення — 94 особи (2011).
У 1975-1998 роках село належало до Серадзького воєводства.

## Демографія
Демографічна структура станом на 31 березня 2011 року:
|          | Загалом | Допрацездатний вік | Працездатний вік | Постпрацездатний вік |
| -------- | ------- | ------------------ | ---------------- | -------------------- |
| Чоловіки | 49      | 12                 | 29               | 8                    |
| Жінки    | 45      | 10                 | 20               | 15                   |
| Разом    | 94      | 22                 | 49               | 23                   |